# Azzano Mella
Azzano Mella é uma comuna italiana da região da Lombardia, província de Bréscia, com cerca de 1.794 habitantes. Estende-se por uma área de 10 km², tendo uma densidade populacional de 179 hab/km². Faz fronteira com Capriano del Colle, Castel Mella, Dello, Lograto, Mairano, Torbole Casaglia.

## Demografia
| Variação demográfica do município entre 1861 e 2011                               |
|                                                                                   |
| Fonte: Istituto Nazionale di Statistica (ISTAT) - Elaboração gráfica da Wikipedia |